# Viksjö kyrka, Stockholms stift
Viksjö kyrka ligger i Järfälla kommun och tillhör Järfälla församling i Stockholms stift. Kyrkan ligger i Viksjö centrum och invigdes av biskop Caroline Krook fjärde söndagen efter trefaldighet 19 juni 2005.

## Kyrkobyggnaden

### Den gamla studiokyrkan på stallbacken vid Viksjö gård
Nuvarande kyrkobyggnad föregicks av en vandringskyrka, eller  en så kallad studiokyrka, i trä som invigdes 1971, och som var ritad av kyrkoarkitekten Rolf Bergh. Kyrkan bestod av färdiga byggnadselement och kunde lätt flyttas. Innan kyrkan invigdes för permanent bruk i Viksjö 1971, var den sedan 1969 uppställd i Barkarby under den tid som Järfälla kyrka, den medeltida sockenkyrkan, restaurerades. Något år senare tillkom församlingslokaler och så småningom också en klockstapel. Vandringskyrkan uppfördes i backen där det förr låg stall och ekonomibyggnader, ovanför Viksjö gårds ladugård. De byggnaderna revs omkring 1970 och vandringskyrkan kom då på plats på stallbacken. Kyrkan låg vid Viksjö gård och var i bruk ända fram till 12 juni 2005 - söndagen innan nuvarande kyrka invigdes.

### Den nya kyrkan i Viksjö centrum
Nuvarande kyrka är ritad av Nyréns arkitektkontor, är byggd i trä och fasaden är vit såväl ut- som invändigt. Kyrkorummet är byggt på tvären med altaret mot långväggen.

## Inventarier
- Altaret, dopfunten och ambon är liksom kyrkan ritade av Nyréns arkitektkontor.
- Orgeln kommer från den gamla studiokyrkan, är byggd av Walter Thür och invigdes 1981.

## Klockstapeln
Klockstapeln från år 1977 stod tidigare vid gamla kyrkan och har två klockor.

## Bilder

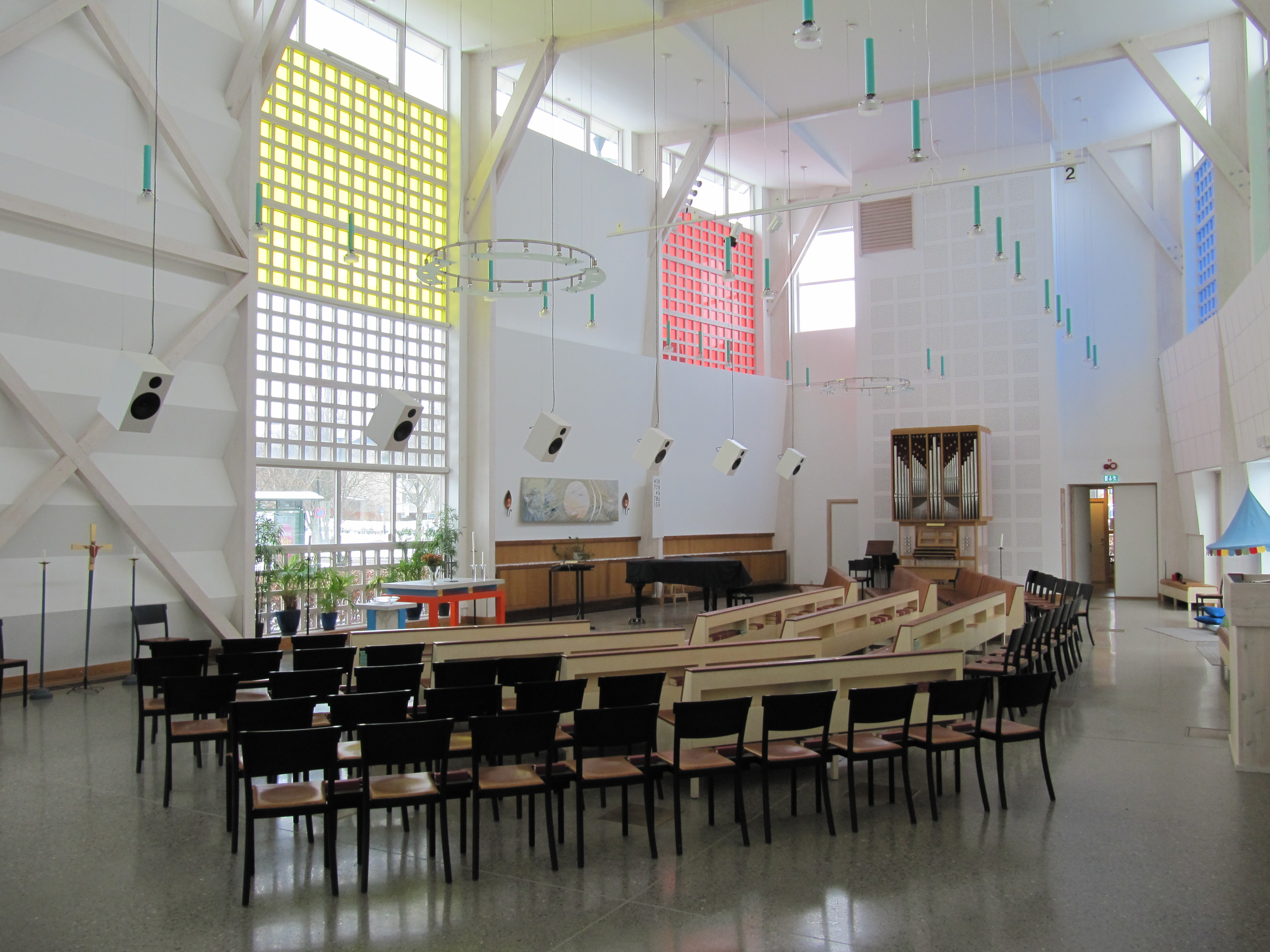
Interiör i Viksjö kyrka.
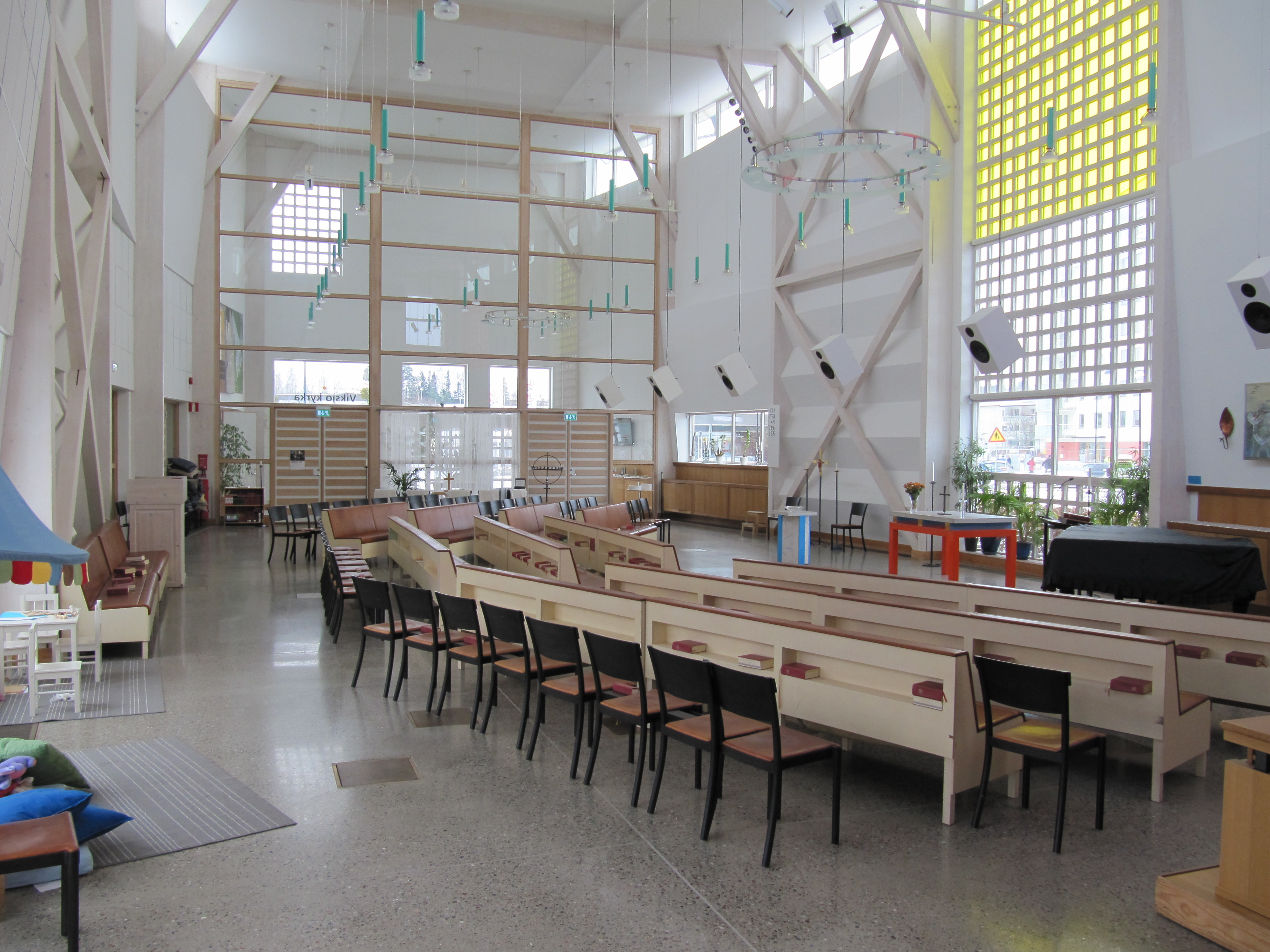
Interiör i Viksjö kyrka.
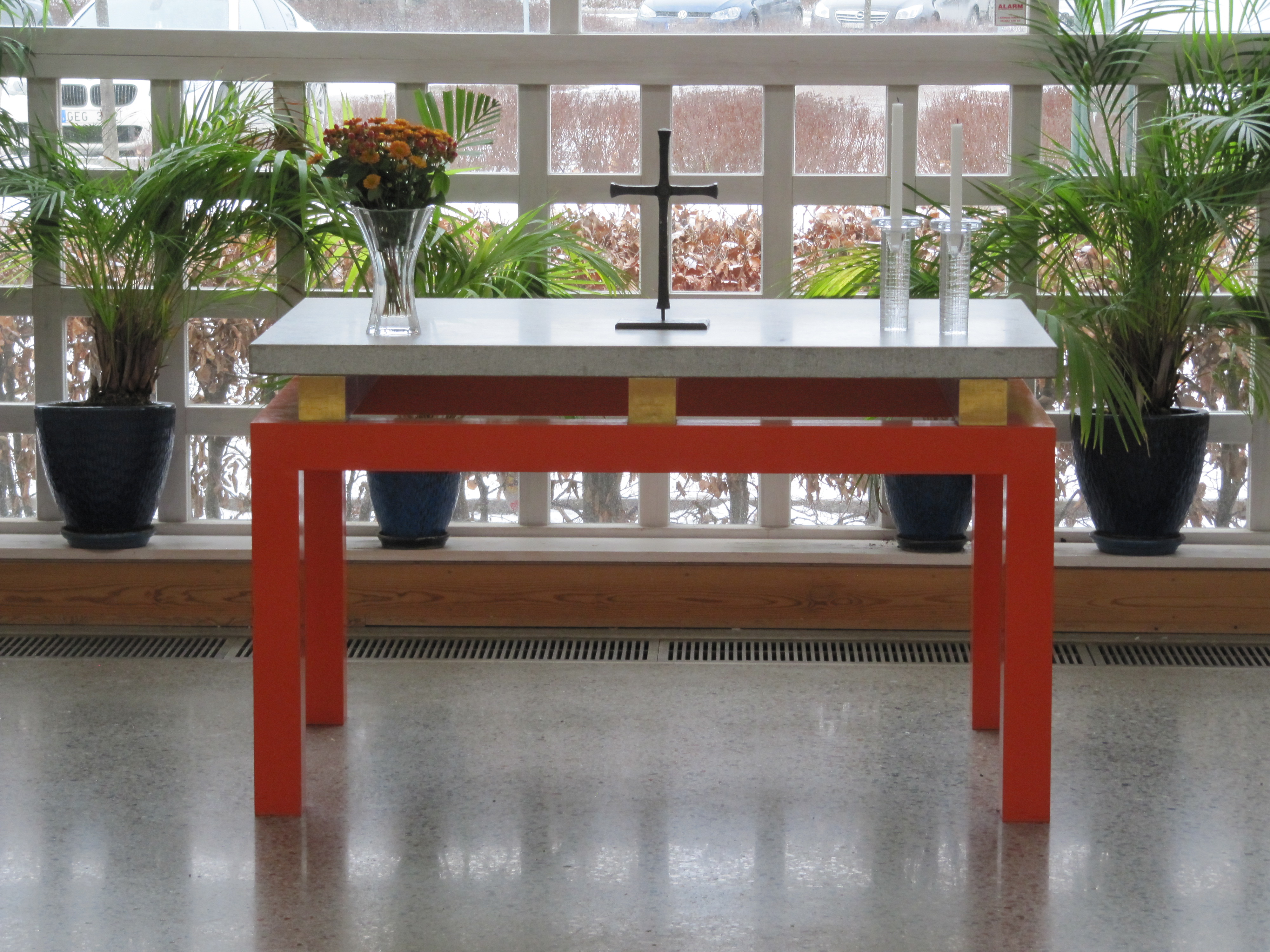
Altaret.
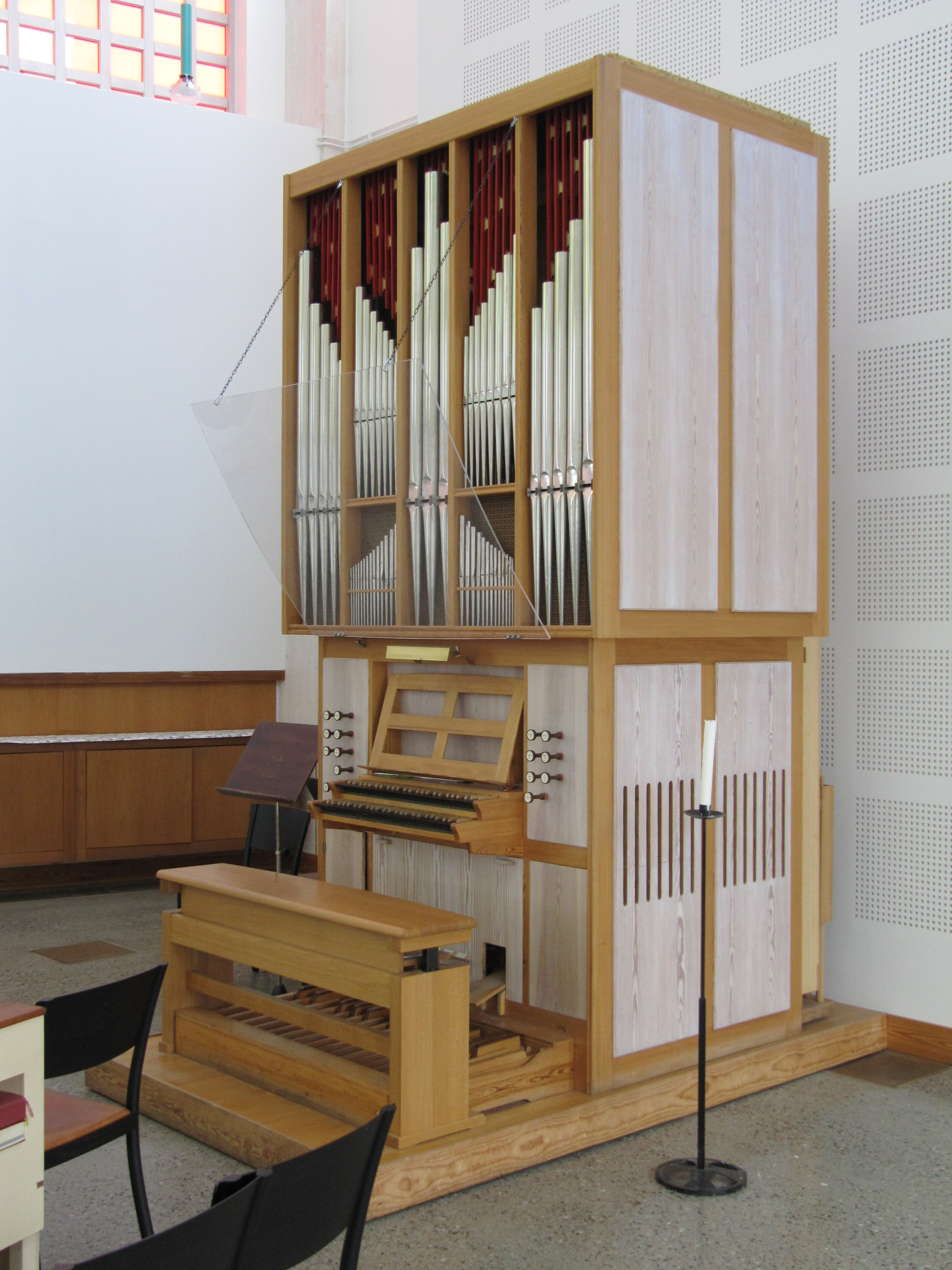
Orgeln.
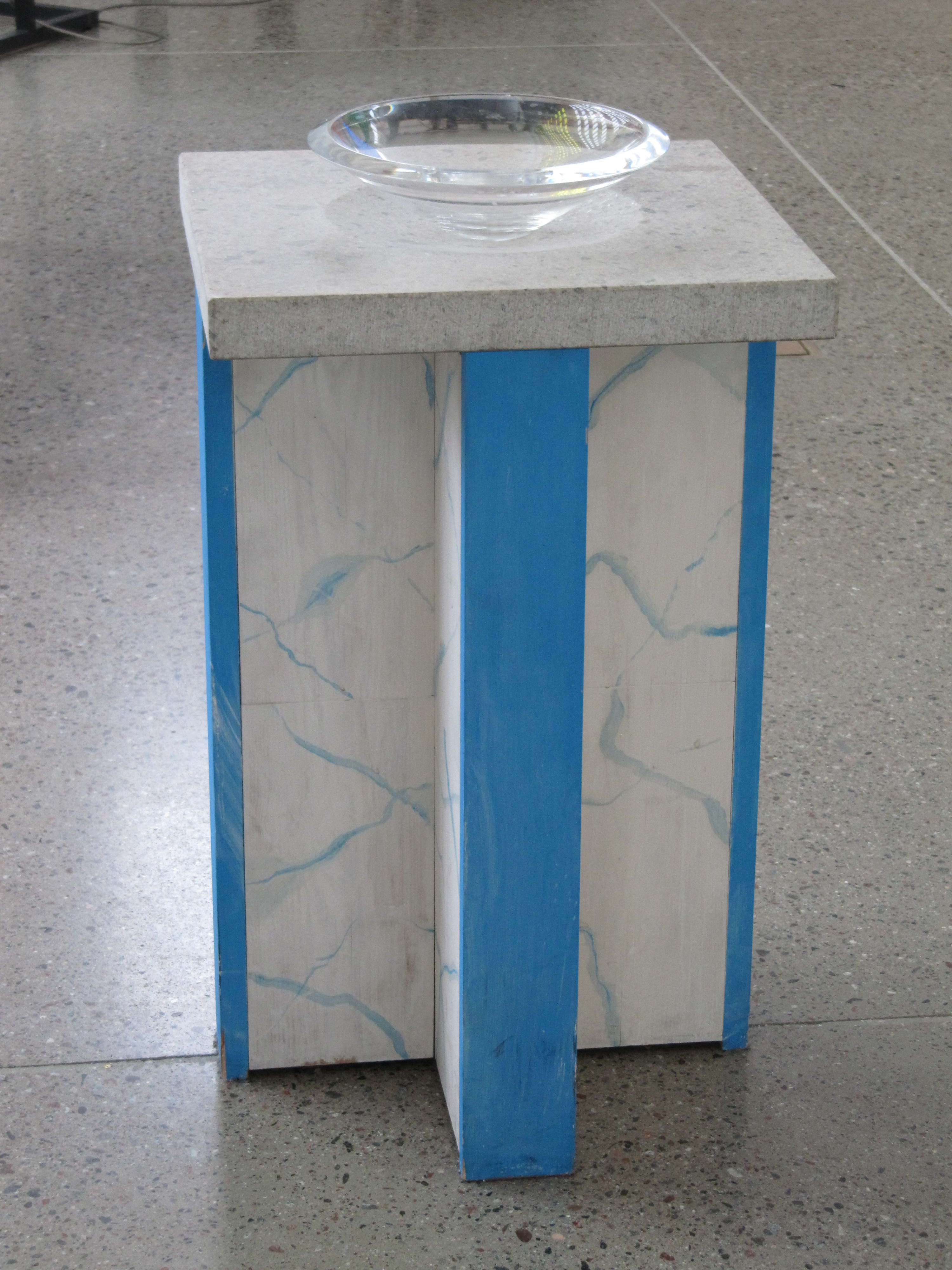
Dopfunten.
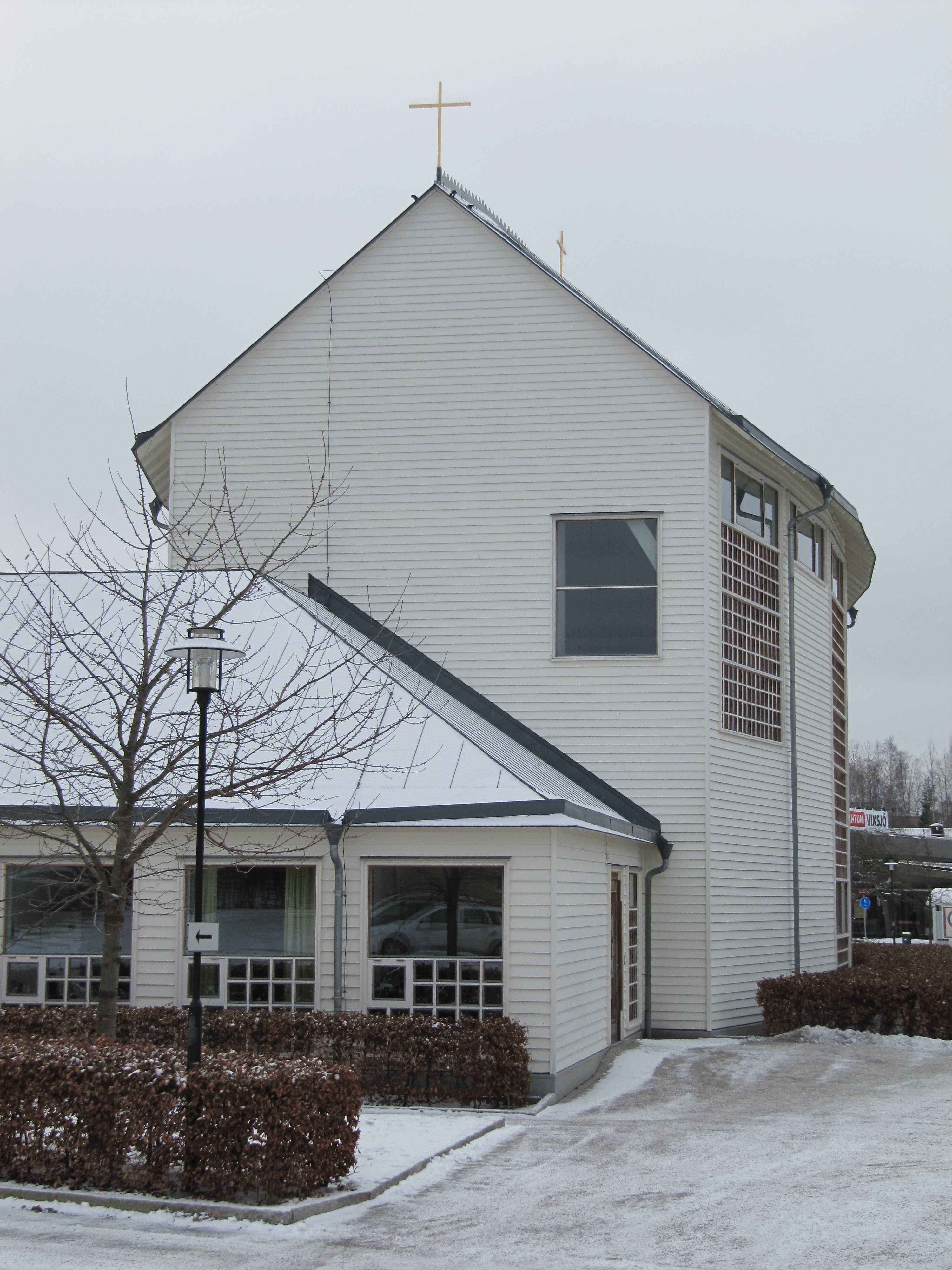
Viksjö kyrka från norr.
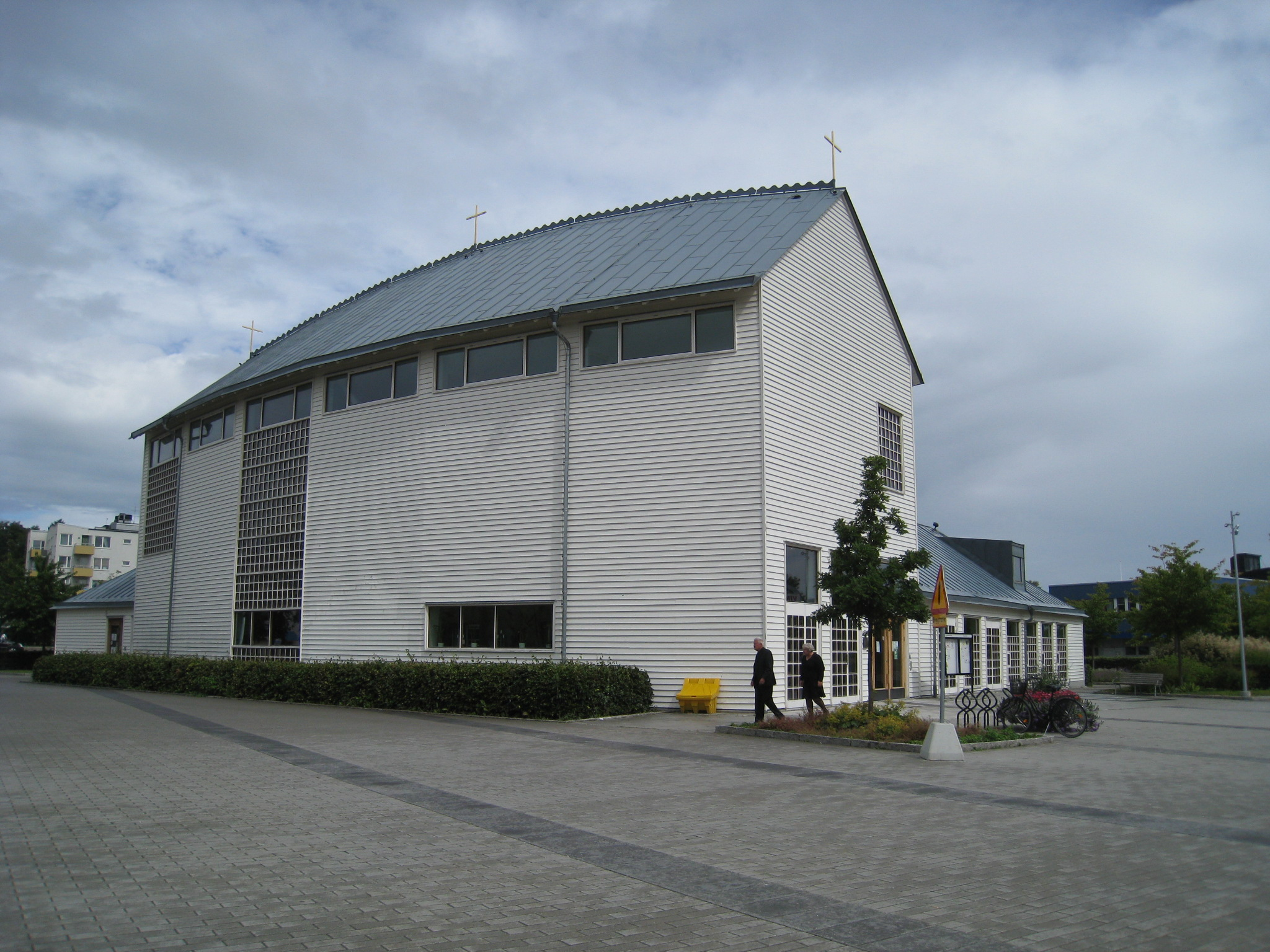
Exteriör av Viksjö kyrka vid Viksjö Centrum.
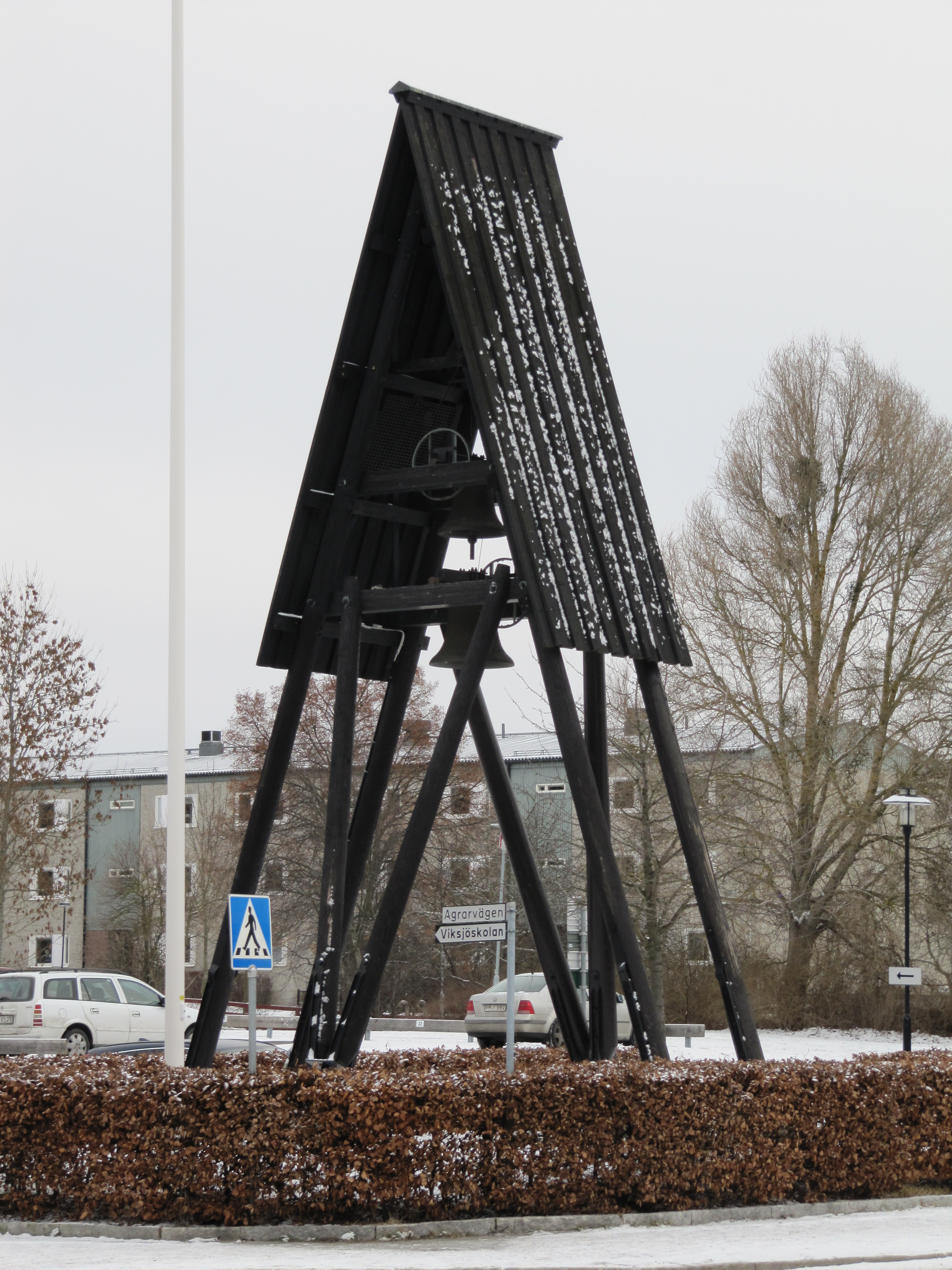
Klockstapeln från 1977 flyttades från stallbacken vid Viksjö gård till den nya kyrkan vid Viksjö Centrum 2005.